# Pam Grier
Pam Grier (született Pamela Suzette Grier) (Winston-Salem, Észak-Karolina, 1949. május 26. –) amerikai színésznő.
Az 1970-es évek elején forgatott filmekben a börtönviselt nőt alakító játékával, valamint a főszerepekben kizárólag afroamerikai színészeket felsorakoztató, úgynevezett „fekete filmekkel” (angolul blaxploitation) vált ismertté. Karrierje 1997-ben, Quentin Tarantino Jackie Brown című filmjének főszerepével indult újra, a filmben nyújtott alakításáért Golden Globe-díjra jelölték.

## Életrajza
Grier Észak-Karolina államban, Winston-Salemben született. Édesanyja, Gwendolyn Sylvia háztartásbeli és ápoló volt, apja, Clarence Ransom Grier, az Amerikai Egyesült Államok légierejénél dolgozott, mint repülőgép szerelő. Az apja hivatása miatt a család sokszor kényszerült költözésre, végül a coloradoi Denverben telepedtek le. Mialatt Grier a denveri középiskolán tanult kisebb színpadi szerepeket vállalt, illetve egy szépségversenyen is indult, hogy a főiskolai tanulmányaihoz pénzt gyűjtsön.
1967-ben költözött Los Angelesbe, ahol kezdetben recepciós munkát kapott az AIP filmgyártó cégnél. Jack Hill, amerikai filmrendező fedezte fel, akinek a színésznő 1971-től számos filmjében játszott. A szép arcú és kifogástalan alakú Grier főszereplésével forgatott, erőszakos és szexualitástól fűtött jelenetekben bővelkedő filmek kasszasikerek lettek. A Coffy (1973) című filmjével ő lett az első afroamerikai akciófilm főhősnő. Grier hasonló karaktert játszott a Foxy Brown (1974), majd a Friday Foster és a Sheba, Baby (mindkettő 1975) filmekben is.
A „fekete filmek” leáldozása után a színésznő sok éven át csak kisebb szerepeket kapott, így például visszatérő szerepet a Miami Vice sorozatban 1985–1989 között. 1997-ben a Jackie Brown című film főszerepét kapta Quentin Tarantino rendezőtől. A filmrendező rajongott Grier 70-es évekbeli filmjeiért, ezért ajánlotta a szerepet a színésznőnek.

## Filmográfia

### Film
| Év   | Magyar cím                               | Eredeti cím                                                    | Szerep                                    | Magyar hang        |
| ---- | ---------------------------------------- | -------------------------------------------------------------- | ----------------------------------------- | ------------------ |
| 1970 |                                          | Beyond the Valley of the Dolls                                 | partivendég                               |                    |
| 1971 |                                          | The Big Doll House                                             | Grear                                     |                    |
| 1971 |                                          | Women in Cages                                                 | Alabama                                   |                    |
| 1972 |                                          | The Twilight People                                            | Ayesa                                     |                    |
| 1972 | Hűvös szellő                             | Cool Breeze                                                    | Mona                                      |                    |
| 1972 |                                          | The Big Bird Cage                                              | Blossom                                   |                    |
| 1972 | A sikerember                             | Hit Man                                                        | Gozelda                                   |                    |
| 1973 | Láncra vert nők                          | Black Mama White Mama                                          | Lee Daniels                               | Zsigmond Tamara    |
| 1973 |                                          | Coffy                                                          | Coffy                                     |                    |
| 1973 |                                          | Scream Blacula Scream                                          | Lisa Fortier                              |                    |
| 1974 |                                          | The Arena                                                      | Mamawi                                    |                    |
| 1974 | Foxy Brown                               | Foxy Brown                                                     | Foxy Brown                                | Törtei Tünde       |
| 1974 | Foxy Brown                               | Foxy Brown                                                     | Foxy Brown                                | Pikali Gerda       |
| 1975 | Sheba, édes!                             | Sheba, Baby                                                    | Sheba Shayne                              | Zborovszky Andrea  |
| 1975 |                                          | Bucktown                                                       | Aretha                                    |                    |
| 1975 |                                          | Friday Foster                                                  | Friday Foster                             |                    |
| 1976 |                                          | Drum                                                           | Regine                                    |                    |
| 1977 |                                          | Solo cuando deseo                                              | Sandra                                    |                    |
| 1977 |                                          | Greased Lightning                                              | Mary Jones                                |                    |
| 1981 | Apacserőd Bronxban                       | Fort Apache, The Bronx                                         | Charlotte                                 | Dudás Eszter       |
| 1983 | Balegyenes                               | Tough Enough                                                   | Myra                                      | Timkó Eszter       |
| 1983 | Gonosz lélek közeleg                     | Something Wicked This Way Comes                                | boszorkány                                | Zsolnai Júlia      |
| 1985 |                                          | Stand Alone                                                    | Cathryn Bolan                             |                    |
| 1986 | Acélemberek háborúja                     | The Vindicator                                                 | Hunter                                    |                    |
| 1986 |                                          | On the Edge                                                    | Cora                                      |                    |
| 1987 | Pasik, csajok, fiesta                    | The Allnighter                                                 | McLeesh őrmester                          |                    |
| 1988 | Nico                                     | Above the Law                                                  | Delores 'Jacks' Jackson nyomozó           | Borbás Gabi        |
| 1988 | Nico                                     | Above the Law                                                  | Delores 'Jacks' Jackson nyomozó           | Kocsis Mariann     |
| 1989 | Kereszttűzben                            | The Package                                                    | Ruth Butler                               | Gruiz Anikó        |
| 1989 | Kereszttűzben                            | The Package                                                    | Ruth Butler                               | Ullmann Zsuzsa     |
| 1990 | Kiborgtanárok                            | Class of 1999                                                  | Ms. Connors                               | Kocsis Mariann     |
| 1991 | Bill és Ted haláli túrája                | Bill & Ted's Bogus Journey                                     | Ms. Wardroe                               |                    |
| 1993 | Jessie Lee bosszúja                      | Posse                                                          | Phoebe                                    |                    |
| 1995 | Sorozatgyilkos                           | Serial Killer                                                  | Maggie Davis százados                     | Menszátor Magdolna |
| 1996 | Háborús zóna                             | Original Gangstas                                              | Laurie Thompson                           | Jani Ildikó        |
| 1996 | Menekülés Los Angelesből                 | Escape from L.A.                                               | Jack 'Carjack' Malone / Hershe Las Palmas | Kerekes József     |
| 1996 | Támad a Mars!                            | Mars Attacks!                                                  | Louise Williams                           | Liptai Claudia     |
| 1997 | Vallatás                                 | Strip Search                                                   | Janette                                   |                    |
| 1997 |                                          | Fakin' da Funk                                                 | Annabelle Lee                             |                    |
| 1997 | Jackie Brown                             | Jackie Brown                                                   | Jackie Brown                              | Kocsis Mariann     |
| 1999 | Kemény dió                               | Jawbreaker                                                     | Vera Cruz nyomozó                         | Fazekas Zsuzsa     |
| 1999 | A szállítmány                            | No Tomorrow                                                    | Diane                                     | Ráckevei Anna      |
| 1999 | A szállítmány                            | No Tomorrow                                                    | Diane                                     | Firtos Edit        |
| 1999 | A bűn mélyén                             | In Too Deep                                                    | Angela Wilson nyomozó                     |                    |
| 1999 | Szentek és álszentek                     | Holy Smoke!                                                    | Carol                                     | Kocsis Mariann     |
| 1999 | Szentek és álszentek                     | Holy Smoke!                                                    | Carol                                     | Ősi Ildikó         |
| 2000 | Hóból is megárt a sok                    | Snow Day                                                       | Tina                                      | Kocsis Mariann     |
| 2000 | Fortress 2. – Pokoli űr                  | Fortress 2: Re-Entry                                           | Susan Mendenhall                          | Menszátor Magdolna |
| 2000 |                                          | Wilder                                                         | Della Wilder nyomozó                      |                    |
| 2001 | Taxisok veszélyben                       | 3 A.M.                                                         | George                                    |                    |
| 2001 | Örvény                                   | Love the Hard Way                                              | Linda                                     |                    |
| 2001 | A Mars szelleme                          | Ghosts of Mars                                                 | Helena Braddock parancsnok                | Fehér Anna         |
| 2001 | Csontok                                  | Bones                                                          | Pearl                                     | Andresz Kati       |
| 2002 | Pluto Nash – Hold volt, hold nem volt... | The Adventures of Pluto Nash                                   | Flura Nash                                |                    |
| 2002 |                                          | Baby of the Family                                             | Mrs. Williams                             |                    |
| 2005 | Vissza a pokolba                         | Back in the Day                                                | Mrs. Cooper                               |                    |
| 2010 | Terápiás szerelem                        | Just Wright                                                    | Janice Wright                             | Andresz Kati       |
| 2010 |                                          | The Invited                                                    | Zelda                                     |                    |
| 2010 |                                          | Machete Maidens Unleashed! (dokumentumfilm)                    | önmaga                                    |                    |
| 2011 | Larry Crowne                             | Larry Crowne                                                   | Frances                                   | Kocsis Mariann     |
| 2011 |                                          | Corman's World: Exploits of a Hollywood Rebel (dokumentumfilm) | önmaga                                    |                    |
| 2012 |                                          | Woman Thou Art Loosed: On the 7th Day                          | Barrick nyomozó                           |                    |
| 2012 | A vasöklű férfi                          | The Man with the Iron Fists                                    | Jane                                      | Fabó Györgyi       |
| 2012 |                                          | Mafia                                                          | James Womack                              |                    |
| 2017 |                                          | Bad Grandmas                                                   | Coralee                                   |                    |
| 2017 | Rose útra kel                            | Being Rose                                                     | Lily                                      |                    |
| 2019 | Pompon klub                              | Poms                                                           | Olive                                     | Martin Márta       |
| 2023 |                                          | Cinnamon                                                       | Mama                                      |                    |
| 2023 | Kedvencek temetője: Vérvonalak           | Pet Sematary: Bloodlines                                       | Majorie Washburn                          |                    |

### Televízió
| Év        | Magyar cím                               | Eredeti cím                                     | Szerep                                     | Megjegyzések                                                                             |
| --------- | ---------------------------------------- | ----------------------------------------------- | ------------------------------------------ | ---------------------------------------------------------------------------------------- |
| 1979      |                                          | Roots: The Next Generations                     | Francey                                    | 1 epizód                                                                                 |
| 1980      | Szerelemhajó                             | The Love Boat                                   | Cynthia Wilbur                             | 2 epizód                                                                                 |
| 1985      |                                          | Badge of the Assassin                           | Alexandra Horn                             | tévéfilm                                                                                 |
| 1985–1990 | Miami Vice                               | Miami Vice                                      | Valerie Gordon                             | - visszatérő szereplő - (1–2. és 5. évad) - magyar hangja: - Roatis Andrea - Náray Erika |
| 1986      |                                          | Night Court                                     | Benet Collins                              | 1 epizód                                                                                 |
| 1986–1988 |                                          | Crime Story                                     | Suzanne Terry                              | visszatérő szereplő                                                                      |
| 1987      | Cosby                                    | The Cosby Show                                  | Samantha                                   | 1 epizód                                                                                 |
| 1988      |                                          | Frank's Place                                   | Neema Sharone                              | 1 epizód                                                                                 |
| 1989      |                                          | Midnight Caller                                 | Susan Province                             | 1 epizód                                                                                 |
| 1990      |                                          | Knots Landing                                   | Guthrie hadnagy                            | visszatérő szereplő (12. évad)                                                           |
| 1991      |                                          | Monsters                                        | Matilde                                    | 1 epizód                                                                                 |
| 1992      |                                          | Pacific Station                                 | Grace Ballard                              | 1 epizód                                                                                 |
| 1992      |                                          | A Mother's Right: The Elizabeth Morgan Story    | Linda Holman                               | tévéfilm                                                                                 |
| 1994      |                                          | In Living Color                                 | önmaga                                     | 1 epizód                                                                                 |
| 1994      |                                          | The Sinbad Show                                 | Lynn Montgomery                            | 1 epizód                                                                                 |
| 1994      | Kaliforniába jöttem                      | The Fresh Prince of Bel-Air                     | Janice Robertson                           | 1 epizód                                                                                 |
| 1995      |                                          | The Marshal                                     | Vanetta Brown marsall                      | 1 epizód                                                                                 |
| 1995      |                                          | Martin                                          | önmaga                                     | 1 epizód                                                                                 |
| 1996      |                                          | Sparks                                          | Ms. Grayson                                | 1 epizód                                                                                 |
| 1996      |                                          | The Wayans Bros.                                | Erica                                      | 1 epizód                                                                                 |
| 1998      |                                          | Mad TV                                          | házigazda                                  | 1 epizód                                                                                 |
| 1998      | Bunkó és Vész                            | Pinky and the Brain                             | Julie Auburn (hangja)                      | 1 epizód                                                                                 |
| 1998      |                                          | Family Blessings                                | Mrs. Quincy                                | tévéfilm                                                                                 |
| 1998–2000 |                                          | Linc's                                          | Eleanor Winthrop                           | főszereplő                                                                               |
| 1999      | A Thornberry család                      | The Wild Thornberrys                            | Springbok anya (hangja)                    | 1 epizód                                                                                 |
| 1999      |                                          | Happily Ever After: Fairy Tales for Every Child | a császárnő csalogánya (hangja)            | 1 epizód                                                                                 |
| 1999      |                                          | Hayley Wagner, Star                             | Sam                                        | tévéfilm                                                                                 |
| 1999      |                                          | For Your Love                                   | Brenda                                     | 1 epizód                                                                                 |
| 2001      | Halálos hullámhossz                      | Strange Frequency                               | ismeretlen szerep                          | 1 epizód                                                                                 |
| 2001      |                                          | The Feast of All Saints                         | Suzzette Lermontant                        | tévéfilm                                                                                 |
| 2002      |                                          | Night Visions                                   | Dr. Lewis                                  | 1 epizód                                                                                 |
| 2002      | Az igazság ligája                        | Justice League                                  | My'ria'h (hangja)                          | 2 epizód                                                                                 |
| 2002–2003 | Esküdt ellenségek: Különleges ügyosztály | Law & Order: Special Victims Unit               | Claudia Williams helyettes kerületi ügyész | 2 epizód                                                                                 |
| 2003      | Aki előbb meghal                         | First to Die                                    | Claire Washburn                            | tévéfilm                                                                                 |
| 2004–2009 | L                                        | The L Word                                      | Kit Porter                                 | főszereplő (70 epizód)                                                                   |
| 2008      | A szeretet háza                          | Ladies of the House                             | Roberta "Birdie" Marchand                  | tévéfilm                                                                                 |
| 2010      | Smallville                               | Smallville                                      | Amanda Waller                              | visszatérő szereplő (9. évad)                                                            |
| 2015      | Emberrablás Clevelandben                 | Cleveland Abduction                             | Carla nővér                                | tévéfilm                                                                                 |
| 2018–2019 | Rólunk szól                              | This Is Us                                      | nagymama                                   | 2 epizód                                                                                 |
| 2019      | Karácsonyi kívánságok                    | A Christmas Wish                                | Mary                                       | tévéfilm                                                                                 |
| 2019–2020 |                                          | Bless This Mess                                 | Constance Terry                            | főszereplő (26 epizód)                                                                   |
| 2022      | É-szakik                                 | The Great North                                 | Neckbone (hangja)                          | 1 epizód                                                                                 |
| 2024      | Ők                                       | Them                                            | Athena Reeve                               | főszereplő (8 epizód)                                                                    |